# Lucinda Barbour Helm
Lucinda Barbour Helm (pseudônimo, Lucile; Elizabethtown, 23 de dezembro de 1839 – 15 de novembro de 1897) foi uma escritora, editora de jornal e ativista religiosa americana do século XIX do estado de Kentucky. Ela escreveu esboços, contos e folhetos religiosos. Helm publicou um volume intitulado Gerard: The Call of the Church Bell. Ela era um membro ativo da Sociedade Missionária Estrangeira da Mulher da Igreja Metodista Episcopal e da Associação Internacional de Trabalhadores Cristãos.
Helm foi a fundadora da Sociedade Paroquial da Mulher e da Missão Doméstica da Igreja Metodista Episcopal, Sul. Em 1892, começou a publicação de uma revista chamada Our Homes, com Helm como editora. Em 1893, ela renunciou ao cargo de Secretária Geral das Mulheres Presbiterianas and Home Mission Society por causa do excesso de trabalho e passou os anos restantes editando Our Homes. Ela morreu em 1897 e está enterrada em seu local de nascimento, Helm Place.

## Primeiros anos e educação

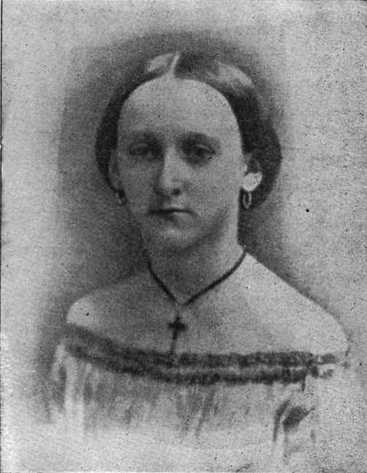
Lucinda Barbour Elmo, quando tinha 13 anos de idade

Lucinda Barbour Helm nasceu em Helm Place, perto de Elizabethtown, no estado de Kentucky, em 23 de dezembro de 1839. Ela é neta de Benjamin Hardin, o satirista, humorista e jurista de Kentucky, e filha de John L. Helm, duas vezes governador de Kentucky. Seu avô paterno, Thomas Helm, foi para Kentucky nos tempos da Guerra de Independência dos Estados Unidos e se manteve perto de Elizabethtown. Esse lugar, conhecido como Helm Place, ainda está como propriedade da família. Sua mãe, Lucinda B. Hardin, a filha mais velha de Benjamin Hardin, era uma mulher de cultura. Desde cedo ela treinou seus filhos para o amor pelos livros. Uma personagem importante, que figurou em grande parte no lar de sua infância, foi a velha tia Gilly. Ela foi enfermeira de todas as onze crianças; mas a pequena Lucinda era eminentemente sua "xodó", em partes, pois sua saúde precária a obrigava a precisar de cuidados de uma enfermeira. Quando ela tinha cerca de 11 anos de idade, seu pai tornou-se governador do estado, sucedendo JJ Crittenden, que renunciou para aceitar um lugar no gabinete do presidente Taylor. Ele removeu sua família neste momento de sua casa de campo perto de Elizabethtown para a sede do governo em Frankfort. Neste novo lar, ela foi colocada em contato com novas pessoas, mas ficou feliz quando a família voltou no final de um ano para sua antiga casa. Seu pai, depois de concluir o primeiro mandato como governador, aplicou-se à sua profissão de advogado pelos três anos seguintes, e depois tornou-se presidente da Louisville and Nashville Railroad. Lucinda estava orgulhosa de seu pai e escreveu um artigo quando ficou mais velha, chamando-o de "Meu Pai". Os irmãos de Helm se chamavam Ben Hardin Helm, um advogado, que se casou com a irmã de Mary Todd Lincoln ; Lizzie Barbour Helm, que se casou com Horatio Washington Bruce; George Helm, tambem advogado; Emily Palmer Helm e Mary Helm. Mary foi, por vários anos, a editora de Our Homes. Ela também foi autora de um livro sobre afro-americanos no Sul dos Estados Unidos e autora de The Society Novel: a protest and a warning.
Helm herdou de sua mãe o amor pela leitura e uma profunda fé religiosa. Em sua juventude, ela começou a escrever poesia e prosa sob o pseudônimo de "Lucile". Embora muitas vezes prostrada por doenças e sempre muito delicada, ela avançou rapidamente na escola. Ela estudou desenho e pintura, gostava de cavalgadas e de tiroteios, mas se recusava a dançar ou se envolver em jogos que lhe pareciam incompatíveis com uma vida cristã.

## Carreira

### Início de trabalho como missionária
Quando Helm tinha 18 anos, ela publicou um forte artigo sobre a "Divindade do Salvador". Ela era vista todos os domingos à tarde andando sozinha uma milha no campo até uma antiga casa de fazenda para realizar um culto de oração à tarde. Homens, mulheres e crianças se reuniram para ouvi-la falar, com a Bíblia aberta na mão. Sua mãe desejava que ela visitasse Louisville no inverno, mas ao chegar lá, em vez de participar de uma rodada de festividades sociais, ela foi até uma das principais missionárias da cidade, a Sra. Triste, ofereceu seus serviços e aprendeu muito conhecimento prático da evangelização da cidade.
Durante a Guerra Civil Americana, outro irmão morreu. Ela foi trabalhar como correspondente de um grande jornal publicado na Inglaterra chamado Western News, e enviou cartas frequentes para ele dando artigos de guerra. Ela fez bandagens para os feridos e roupas para os prisioneiros. A tensão da guerra afetou tanto seu sistema nervoso que ela quase perdeu a visão e, por mais de um ano, enfrentou a possibilidade de cegueira, mas depois de passar por tratamento, ela se recuperou. Ela tinha cerca de 28 anos na época da morte de seu pai. Ele marcou uma época em sua vida com muitas mudanças no lar familiar, e ela se entregou ao trabalho religioso em medida ainda mais completa do que antes.
Ela foi bem-sucedida como professora de escola dominical e tinha fé no poder da infância. Ela formou várias sociedades e "clubes" literários onde achou viável, pois acreditava que o esforço organizado era um fator importante na economia social e religiosa. Uma "sociedade" conhecida em Elizabethtown apenas pelo nome de "Sociedade da Srta. Lucinda" era composta de meninos pequenos, a simples promessa de adesão era que eles não usariam linguagem profana ou indecente e não jogariam bolinhas de gude para "manter". Helm disse em um artigo intitulado "Maçãs de ouro em imagens de prata", publicado no St. Louis Christian Advocate em 1875: "Não sabemos quando nossas palavras podem influenciar nossos semelhantes para o bem ou para o mal, mas a palavra deve ser dita não apenas no devido tempo, mas 'oportunamente falado', para que possa ser precioso como 'maçãs de ouro em quadros de prata'.
Quando a Sociedade Missionária Estrangeira da Mulher foi organizada, em 1876, ela era uma das mais fervorosas e bem-sucedidas defensoras da causa. Ela escreveu para a Woman's Missionary Advocate e para os jornais da Igreja no interesse de missões estrangeiras. Enquanto sua irmã, Mary, era Secretária Correspondente da Conferência de Louisville, Helm foi a primeira naquela Conferência a enviar a Secretária uma lista de assinantes paga. O dinheiro da Associação de Louisville foi o primeiro recebido pela Sra. Manier (que era então o agente), e ela disse a seus colegas de trabalho que, se não fosse por isso, não poderia arcar com as despesas das primeiras edições do Advocate. Em todos os trabalhos locais de Helm, tanto de natureza religiosa quanto social, sua irmã, Mary, foi sua companheira e colaboradora. Depois que ela se tornou Secretária do Departamento Feminino de Extensão da Igreja, e Mary foi Secretária Adjunta da Sociedade Missionária Estrangeira da Mulher, elas passaram a ter quartos adjacentes, onde fizeram seu trabalho. Helm editou os folhetos da Sociedade Missionária Estrangeira. Um de seus artigos, intitulado "Seed-Time", foi publicado no Nashville Christian Advocate em 1880. Helm estava interessada em todos os campos missionários, e estava muito ansiosa para que a Sociedade Missionária Estrangeira da Mulher da Igreja Episcopal Metodista abrisse trabalho no Brasil. Além de se escrever sobre esse assunto, ela conseguiu o Rev. JJ Ransom, um ex-missionário, para escrever dois folhetos para ela, e ela fez fortes apelos para que as mulheres se envolvessem no trabalho.

### Departamento Feminino de Extensão da Igreja
Helm acreditava em tornar todo trabalho filantrópico e missionário distintamente trabalho da Igreja. Para este fim, ela escreveu para os jornais da Igreja. Muitos de seus artigos apareceram no Nashville Christian Advocate e no St. Louis Christian Advocate. Através deles, ela se tornou conhecida de toda a Igreja. Muitos dos bispos e outros dignitários da Igreja eram seus amigos leais. Logo depois que o departamento de Extensão da Igreja ME Church, South, foi organizado, em 1882, com o Dr. David Morton como Secretário Geral, ela foi até ele e disse que queria ajudar naquele trabalho de qualquer maneira que pudesse. Ele aprovou seu comprometimento, e ela começou a escrever no interesse da Extensão da Igreja.

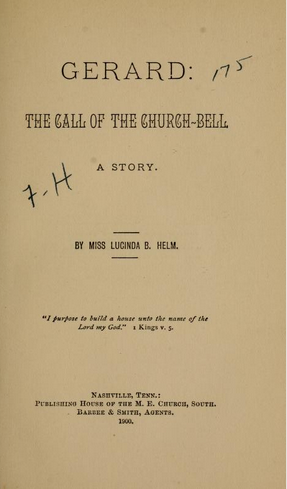
Gerard: The call of the church-bell, obra de Lucinda em 1884

Enquanto George D. Prentice era editor do Louisville Journal, ela escreveu muitos esboços para aquele jornal. Posteriormente, ela escreveu contos para o Courier e o Courier Journal. Ela publicou um volume, Gerard: The Call of the Church Bell (Nashville, Tennessee, 1884).
Helm escreveu muitos folhetos para missões nacionais e estrangeiras, que foram amplamente divulgados, e ela trabalhou como editora de folhetos no trabalho missionário estrangeiro. Durante esses anos, Helm e sua irmã, Mary, continuaram a viver em Helm Place com sua mãe. Após a morte de sua mãe em 1885, Helm, desejando as oportunidades mais amplas oferecidas por uma cidade para o trabalho da Igreja, foi morar com sua irmã mais velha, Sra. Juiz Bruce, em Louisville.
Helm foi solicitada pelo Conselho de Extensão da Igreja para formular um plano incluindo constituição e estatutos para criar um Departamento de Extensão da Igreja visando a construção de um presbitério, a ser submetido ao Conselho de Extensão da Igreja realizado em janeiro de 1886. Ela o fez e seu artigo foi encaminhado a um comitê composto pelo Bispo RK Hargrove (Presidente) e Rev. HC Settle e JG Carter, Esq. A ideia dela era fazer provisão na constituição naquela época para algumas fases do trabalho missionário local, mas isso foi vigorosamente contestado com base no fato de que isso abrangeria demais. Em maio de 1886, a Conferência Geral da Igreja Metodista Episcopal do Sul autorizou a Junta de Extensão da Igreja a organizar a organização feminina conhecida como Departamento de Extensão da Igreja da Mulher, até 1890, quando recebeu um título mais definido, Sociedade Paroquial de Mulheres e Missão Doméstica. Helm foi nomeada secretária-geral do departamento, e seu trabalho cresceu rapidamente desde o início. Helm passou de uma Conferência para outra, organizando Sociedades Paroquiais e inspirando as mulheres com zelo pelo trabalho. Chegaram ao seu escritório cartas da Missão nos estados da Indiana, Montana, Oregon, Califórnia, e de todos os estados do Sul e ela respondeu a todas elas. Em todos os seus folhetos e artigos explicativos, e em seus planos para o estabelecimento de novos departamentos da obra, ela escrevia com clareza, precisão e domínio do assunto.
Ela estava sob extrema pressão durante esse tempo, trabalhando sozinha em sua posição. Sobre ela, coube o dever de dar a toda a Igreja informações sobre o trabalho. Ela tinha que preparar literatura adequada. Milhares de cartas e postais foram escritas. Ao mesmo tempo, o assunto foi mantido continuamente perante a Igreja em geral através dos jornais da Igreja; folhetos, programas e espaços em branco eram preparados a cada trimestre. Os relatórios trimestrais e anuais também foram cuidadosamente preparados. Uma certa quantidade de viagens teve que ser feita, e Helm visitou onze Conferências, desde a Missão Indiana até a Carolina do Norte. Apenas alguns dias durante os quatro anos inteiros em que ela serviu nessa posição ela recebeu assistência clerical. O Conselho de Extensão da Igreja desejava atribuir a ela um salário de 600 dólares por ano, mas ela se recusou a recebê-lo. Dr. Morton insistiu para que ela aceitasse e disse: "É uma dívida, e quando você morrer, ela pode ser cobrada". A única resposta que ela deu a isso foi acrescentar uma declaração ao seu testamento que liberava o conselho de qualquer dívida para com ela.

### Fundadora da Sociedade Paroquial da Mulher e da Missão Doméstica da Igreja Metodista Episcopal, Sul
Helm era uma líder e uma ativista, e determinada a fazer um apelo na Conferência Geral de 1890, através da Junta de Extensão da Igreja, para a ampliação da carta para o trabalho da mulher. Seu plano era que, sem destacar o nome "Presbitério", esta organização abraçasse outras formas de trabalho missionário doméstico; e enquanto o trabalho de construção de paróquias ainda deve permanecer sob a supervisão da Junta de Extensão da Igreja, todos os outros ramos da obra devem se tornar independentes dessa junta e ficar sob a administração de um Comitê Central composto por mulheres competentes.
Ela apresentou seus planos para a extensão do trabalho a algumas autoridades da Igreja antes da convocação da Conferência Geral de 1890, mas mesmo seus amigos mais leais acharam um plano imprudente, cheio de riscos. Repetidamente, ela foi ao Dr. Morton e alguns dos bispos, tentando mostrar as necessidades imperativas da Igreja para uma organização conexional conhecida distintamente como missões domésticas; mas foi apresentada a objeção de que a Igreja não estava pronta para tal organização. Foi-lhe dito que a Sociedade Paroquial mal tinha se firmado na Igreja naquela época, e ao mudar tudo muito rápido e se comprometer a ampliar o trabalho a tal ponto, ela acharia impraticável e calculada para fazer mais mal do que bem. Ela insistiu que isso não interferiria no trabalho do presbitério. Ela descobriu em seus esforços para estabelecer sociedades paroquiais que as mulheres da Igreja estavam organizadas em todos os tipos de outras sociedades; como, "Auxílios de Senhoras", "Auxílios de Pastores", "Dorcas's", "Sociedade de Costura", "Sociedade Social", "Auxílios a Moças", todos fazendo trabalho missionário em suas próprias igrejas, e muitos estavam fazendo trabalho interdenominacional também. Ela escreveu artigos sobre o assunto e conduziu uma grande correspondência, apresentando o assunto às mulheres influentes, bem como aos homens da Igreja. Suas cartas foram para centenas de mulheres representativas, mas embora algumas delas fossem amplamente a favor de seus planos, houve pouca simpatia manifestada pelas mulheres como um todo. Mas em 1890, os planos foram aprovados e Helm tornou-se o secretário-geral. Ela se aposentou em 1893.

### Trabalho editorial
Alguns dos melhores trabalhos de Helm foram feitos através do jornal que ela trabalhou, intitulado Our Homes, durante os últimos seis anos de sua vida. Ela empreendeu a publicação deste artigo em janeiro de 1892, logo após a formação da Sociedade Paroquial da Mulher e da Missão Doméstica; essa foi uma característica do empreendimento que suscitou críticas. Não havia dinheiro no tesouro para isso, e muitos insistiam que a organização não era grande o suficiente para sustentar um jornal. Ela estava confiante, no entanto, de que isso aumentaria o interesse e a extensão do trabalho e, em uma reunião do Comitê Central em setembro de 1891, a decisão foi tomada e ela tomou medidas para providenciar sua publicação. Ela veio para Nashville e passou vários dias com a Sra. Harriet C. Hargrove e Arabel Wilbur Alexander enquanto ela fazia arranjos na Methodist Publishing House e formulava seus planos para a primeira edição do jornal. Ela decidiu tornar seu jornal trimestral de oito páginas, o preço da assinatura seria de vinte e cinco centavos por ano. Ao retornar a Louisville, ela preparou o primeiro número na casa da Sra. George P. Kendrick. Três anos depois, para estar perto da redação, ela fez de Nashville seu lar permanente. Sua gestão financeira do papel era tal que, dentro de seis meses a partir do momento em que foi determinado ter um papel, isso foi colocado em uma base de pagamento. Ela nunca se permitiu ou seu trabalho acumular dívidas. Em 1893, seu jornal foi publicado mensalmente, começando com o número de agosto. O preço da assinatura foi aumentado para cinquenta centavos.
Embora Helm tenha mantido os interesses da sociedade sempre antes da Igreja por meio de seu jornal, ela não dedicou todo o espaço ao seu trabalho. Suas simpatias eram amplas e ela dava a seus leitores, sempre que possível, artigos e seleções sobre o movimento de temperança, o trabalho do Exército da Salvação, métodos de jardim de infância e outras filantropias de interesse nacional. Ela também deu esboços da vida de escritores proeminentes e seleções de seus trabalhos: Helen Hunt Jackson, MissF. R. Havergal, Madame Guyon, "Irmã Dora", Rev. FB Meyer, e outros. Suas resenhas de livros eram especialmente boas. Ela revisou os livros do nosso Curso de Leitura e outras obras filantrópicas, e também fez seleções dos escritos de Tolstoi, Ian Maclaren e outros. O jornal de 1897 dá seu último trabalho.

## Vida pessoal
Helm casou-se com o advogado Horatio Washington Bruce em 1856. Ela era membro da Sociedade Missionária Estrangeira da Mulher da Igreja Episcopal Metodista e da Movimento Mundial dos Trabalhadores Cristãos. Helm estava na Flórida no verão de 1897 e voltou para casa debilitada. Ela morreu em 15 de novembro de 1897.

## Obras publicadas
- 1884: Gerard: The Call of the Church Bell (em inglês)